# Croisade de Mahdia
La croisade de Mahdia, appelée aussi croisade barbaresque, est une expédition franco-génoise en 1390, qui mène au siège de Mahdia, à l'époque une place forte côtière des pirates barbaresques dans l'Ifriqiya hafside (Tunisie moderne). Les Chroniques de Jean Froissart  racontent ce qui a été l'une des dernières croisades.

## Contexte
Pendant la guerre de Cent Ans, les chevaliers cherchent des opportunités de gloire et d'honneur. Quand les ambassadeurs génois approchent le roi de France Charles VI pour qu'il participe à cette croisade, ils supportent vivement le plan de combattre les pirates musulmans d'Afrique du Nord, plus précisément ceux du golfe de Gabès. Ces corsaires ont comme base principale Mahdia sur la côte des Barbaresques. Gênes est prête à fournir les vaisseaux, provisions, 12 000 archers et 8 000 fantassins, si la France fournit les chevaliers. Cette proposition faite par le doge Antoniotto Adorno est présentée comme une croisade. Afin de donner du prestige à ses participants, un moratoire sur leurs dettes, une immunité contre les poursuites judiciaires et une indulgence papale leur sont accordés. Le roi de France Charles VI reçoit l'ambassade génoise alors qu'il est en Languedoc et les papes rivaux d'Avignon et de Rome, Clément VII et Boniface IX, accordent des indulgences de croisades, et ce malgré les intérêts génois évidents. Les forces françaises incluent quelques participants anglais, composés de 1 500 chevaliers[réf. nécessaire] commandés par Louis II de Bourbon, duc de Bourbon et oncle du roi de France.

## Siège de Mahdia
Une armée forte de 40 000 hommes est levée par le sultan hafside Abû al-`Abbâs Ahmad al-Mustansir, appuyé par les sultans de Béjaïa et Tlemcen, Abû Tâshfîn II. Ils campent près de la ville, évitent la bataille et commencent à harceler les croisés. Ces derniers doivent construire des murs et des fortifications autour de leur camp. Les Berbères envoient des négociateurs afin de comprendre pourquoi les Français sont impliqués alors qu'ils avaient seulement des problèmes avec les Génois. Les Français répondent aux négociateurs qu'ils sont des mécréants et qu'ils ont « crucifié et mit à mort le fils de Dieu nommé Jésus-Christ ». Les Berbères leur répondent que c'étaient les Juifs qui avaient fait cela. Les négociations sont rompues.
Lors de l'affrontement, les croisés infligent des pertes à l'ennemi mais battent en retraite par fatigue et épuisement. La durée du siège provoque de la frustration et la logistique commence à s'affaiblir. Quand l'assaut final sur la ville est finalement repoussé, ils préfèrent négocier un traité de paix. Côté Berbères, ils se rendent compte qu'ils ne peuvent vaincre des envahisseurs lourdement armés. Les deux côtés cherchent alors un moyen de mettre fin aux hostilités.

## Levée du siège

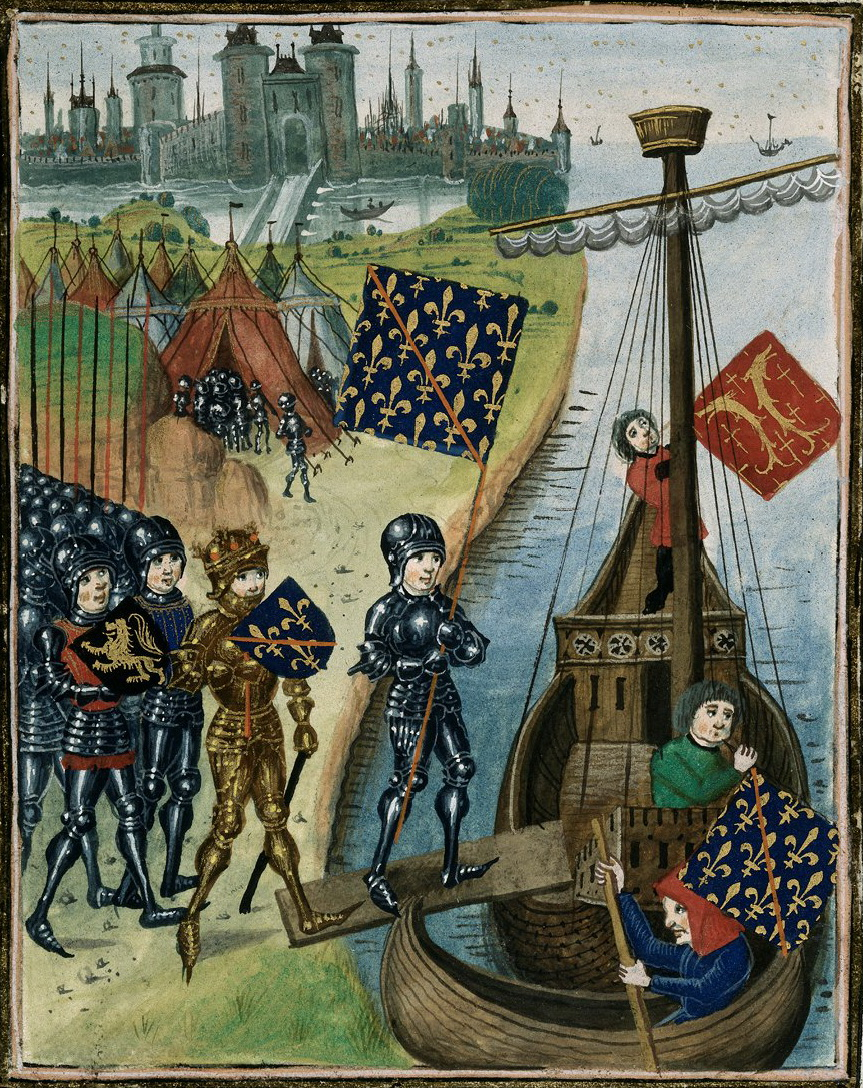
Croisés quittant Mahdia.

Le siège est levé à la suite du traité de paix négocié par les Génois : le traité stipule un armistice de dix ans. À la mi-octobre, les croisés retournent à Gênes. Les pertes dues à la bataille et aux maladies se montent à 274 chevaliers et écuyers.

## Conséquences
Les deux belligérants célèbrent la victoire : les Berbères ont repoussé l'invasion et les Génois peuvent commercer avec moins d'interférences. Les chevaliers français n'ont pas de but de guerre et ont participé pour l'action et la gloire. Ils échouent à apprendre des leçons de cette « aventure chevaleresque ». Leurs erreurs — méconnaissance de l'environnement, manque d'équipement lourd de siège, sous-estimation de l'ennemi et querelles internes — sont répétées six ans plus tard à une plus grande échelle dans leur dernière croisade fatale à Nicopolis,.

## Participants
- Louis II de Bourbon
- Philippe d'Artois
- Amiral Jean de Vienne
- Enguerrand VII de Coucy
- Jean sans Peur
- Jean Beaufort (1er comte de Somerset)
- Geoffroy le Meingre
- Jean VII d'Harcourt
- Henry Scrope (3e baron Scrope de Masham)
- Gadifer de La Salle
- Jean de Béthencourt